# Universidad Nebrija
La Universidad Antonio de Nebrija, también denominada Universitas Nebrissensis o sencillamente Universidad Nebrija, es una universidad privada española con sede en Madrid y campus en Madrid y  Hoyo de Manzanares. Su nombre rinde homenaje a Elio Antonio de Nebrija, padre de la primera gramática castellana, escrita en 1492.

## Historia
La Universidad Nebrija tiene su origen en el Centro de Estudios Hispánicos Antonio de Nebrija, creado el 31 de julio de 1985, cuyo primer objetivo fue la enseñanza de la lengua y cultura española a estudiantes extranjeros. En 1989 fue reconocida oficialmente como institución de enseñanza superior con la incorporación a su oferta académica de las dos primeras carreras universitarias en la historia de Nebrija: el Graduado Superior en Dirección de Empresas y el Graduado Superior en Dirección Internacional de Empresas, a las que dos cursos más tarde se sumarían las titulaciones de Ciencias de la Comunicación y Lenguas Aplicadas. Con la aparición de la Ley de Universidades que autorizaba la creación de universidades privadas en España, los dirigentes del proyecto diseñaron la creación de la Universidad Nebrija, presentando la memoria para su reconocimiento en julio de 1992. El 17 de julio de 1995, la Universidad Antonio de Nebrija quedaría reconocida de manera oficial como universidad privada por la Cortes Generales.
A partir de 1995 comienza una etapa de desarrollo para la Universidad Nebrija. Desde la homologación hasta el año 2000, la Universidad Nebrija desarrolló 14 titulaciones oficiales con 31 itinerarios curriculares en las áreas de Filología y Lenguas Modernas Aplicadas; Ciencias Jurídicas, Económicas y Empresariales; Ciencias de la Comunicación, Periodismo y Publicidad; e Ingenierías Informáticas. También 8 programas de postrado y sus 2 primeros doctorados: doctorado en Lingüística Aplicada a la Enseñanza del Español como Lengua Extranjera y el doctorado en Turismo.
En el curso 2003-2004, la Universidad Nebrija adaptó su modelo académico a las imposiciones y requisitos del Espacio Europeo de Educación Superior que establecía, para todas las universidades, la formación del alumno en competencias, el apoyo a la movilidad internacional, la adaptación al mercado laboral y la equivalencia en los estándares de conocimiento. La Universidad Nebrija inició el Plan Bolonia en el curso 2008-2009 y contó desde 2009 con 9 titulaciones de grado adaptadas al Espacio Europeo de Educación Superior. A partir del 2010, con todos los programas adaptados al Espacio Europeo de Educación Superior, comenzó una etapa de crecimiento que se consolidó con la apertura de las Sedes e Institutos Nebrija en el extranjero, Colombia, Perú, Ecuador, China e Indonesia.

## Campus

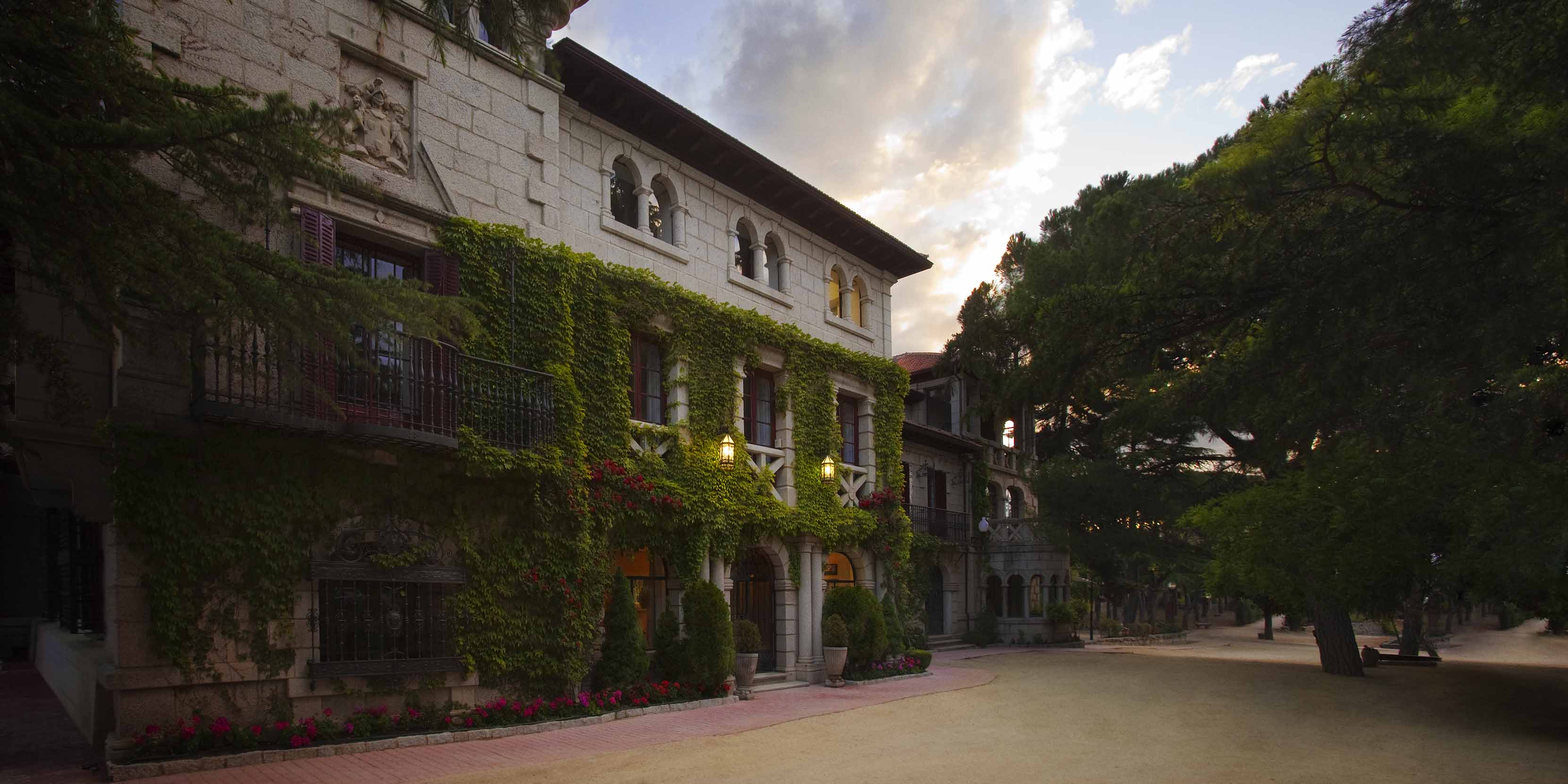
Campus de La Berzosa, en Hoyo de Manzanares.

- Campus de la Politécnica y Ciencias Sociales en Madrid-Princesa. Sede de la Facultad de Economía y Empresa, la Facultad de Derecho y de Relaciones Internacionales, y la Escuela Politécnica Superior.
- Campus de Ciencias de la Vida en La Berzosa. Sede de la Facultad de Ciencias de la Vida y de la Naturaleza.
- Campus de Lenguas y Educación en Madrid-Arturo Soria. Sede de la Facultad de Lenguas y Educación y una residencia universitaria.
- Comunicación y Artes en Madrid-San Francisco de Sales. Sede de la Facultad de Comunicación y Artes.
- Edificio Joaquín María López. Sede de los Institutos Nebrija

## Centros docentes
La Universidad Antonio de Nebrija tiene las siguientes facultades y escuelas:
- Facultad de Lenguas y Educación
- Facultad de Comunicación y Artes
- Facultad de Economía y Empresa
- Facultad de Derecho y de Relaciones Internacionales
- Facultad de Ciencias de la Vida y de la Naturaleza
- Escuela Politécnica Superior
- Nebrija Business & Technology School
- Global Campus Nebrija
- Escuela de doctorado

## Centros adscritos
- Centro de Educación Superior Felipe Moreno-Nebrija, con campus en Palma de Mallorca, Manacor, Ibiza y Ciudadela.
- Escuela de Enfermería de la Costa del Sol, Torremolinos.
- En 2025 incorporará otro centro adscrito para estudios de enfermería en Avilés.[4]

## Institutos
- Instituto Nebrija de Formación Profesional
- Instituto Nebrija de Artes y Humanidades
- Centro de Estudios Hispánicos Nebrija
- Instituto Nebrija de Competencias Profesionales
- Instituto Nebrija de Lenguas Modernas

## Instituciones Nebrija

### Fundación Nebrija
Fundación Cultural y docente privada, de duración indefinida y naturaleza permanente dedicada al fomento de la enseñanza universitaria de calidad. Entre sus objetivos destacan: impulsar las relaciones universidad-empresa, desarrollar la enseñanza del español como lengua extranjera y favorecer la generación de actividades universitarias, culturales y sociales.
Sus funciones van desde el otorgamiento de becas de estudio, de investigación y premios; a la convocatoria de foros, actos académicos, conferencias y congresos.

### Residencias Nebrija
La Universidad cuenta con más de 12 000 metros cuadrados de instalaciones con un total de 347 plazas repartidas entre tres residencias en el centro de Madrid: Augustinus - Nebrija, Nebrija - Chamberí y Nebrija - Corazonistas.

## Doctoreshonoris causa
- José Manuel Lara Bosch (2009)
- José María Fernández Sousa-Faro (2009)
- Víctor García de la Concha (2009)
- Martín Chirino (2011)
- Paloma O’Shea (2011)
- Carlos López Otín (2022)
- José Antonio Segarra Alegre (2022)
- Araceli Mangas Martín (2023)
- Juan Ignacio Cirac Sasturain (2024)
- Pablo Hernández de Cos (2025)

## Rankings
- U-Ranking 2019 de la Fundación BBVA y el Instituto de Investigaciones Económicas (IVIE). La Universidad Nebrija se sitúa a la cabeza de las universidades españolas en el ámbito de la docencia, según la última edición de este ranking[5]  en el que se han analizado 61 universidades.
- University Ratings QS Stars. La universidad ostenta tres estrellas (sobre una puntuación máxima de cinco) en el índice de "University Ratings QS Stars". Asimismo, tiene la máxima puntuación (cinco estrellas) en Docencia, Internacionalización, Empleabilidad y Enseñanza Online en el University Ratings QS Stars.[6]
- Ranking Transparencia Universidad 2018 de la Fundación Compromiso y Transparencia. La Universidad Nebrija se posicionó en 2018 en la horquilla de 24-27.ª universidad más transparente a nivel nacional, 3.ª entre las privadas y la 1.ª de la Comunidad de Madrid, cumpliendo 39 de los 48 indicadores del informe,[7] incluyendo los indicadores de estados financieros e informe de auditoría (24 a 27)
- Ranking Global CEO Magazine. Programa MBA de Nebrija Business School. En el ranking[8] de 2020, el programa MBA de Nebrija Business School se ha posicionado entre los 3 mejores MBA en línea del mundo y entre los 5 mejores MBA de España.
- Top 100 Másteres en Emprendimiento. El MBA + Experto en Creación de Empresas de la Universidad Nebrija se ha clasificado en el Top 100 Mundial del Ranking Best Masters in the world,[9] realizado por Eduniversal, en la categoría de Emprendimiento.
- Ranking 250 Máster El Mundo. Dentro de este ranking[10] se incluyen las siguientes titulaciones de la Universidad Nebrija: máster en Dirección de Publicidad Integrada y máster en Mercado del Arte y Gestión de Empresas Relacionadas.

## Empleabilidad
Según el Informe sobre Encuestas de inserción laboral y valoración de la formación recibida de 2019, la tasa de empleo es de un 85,41% en los estudiantes de grado de la Universidad Nebrija y de un 91,3% en los estudiantes de máster.
Por otra parte, la Universidad Nebrija cuenta con 6.674 empresas e instituciones colaboradoras en materia de prácticas prácticas profesionales, al firmarse durante el curso 2018-2019, 1.167 nuevos convenios de cooperación educativa.